# Datascope
DataScope é uma empresa chilena de software que oferece soluções móveis para coletar informação em campo. Esta empresa está operando em mais de 100 países.

## História
DataScope nasceu em 2016 a partir da busca de uma solução alternativa ao papel para as empresas, mediante a ferramentas digitais para que diversas indústrias pudessem gerenciar as equipes de trabalho em campo; dessa forma, foi desenvolvida uma  plataforma móvel adaptável a qualquer necessidade, que converte formulários, ordens de trabalho, pesquisas, relatórios, inspeções, ou certificações, em formulários móveis para qualquer aparelho celular ou tablet (Android ou iOS), transformando assim o papel em um recurso desnecessário.
Em 2017, quando contavam com clientes em mais de 23 países, a empresa se mudou para Brasil com o respaldo do programa Seed do estado de Minas Gerais em Belo Horizonte.

## Produtos
Formulários móveis: Aplicativo para Android e iOS que permite levantar informação em campo. É possível substituir qualquer informação que antes era levantada por um formulário de papel e além disso coletar, fotos, assinaturas códigos de barras, entre outros.
Gestão de Tarefas: Módulo para criar tarefas, determinar que informação vai ser coletada, localização e prazo.
Plataforma BI: Plataforma Inteligência empresarial que permite gerar indicadores em tempo real.